# 澜沧风铃草
澜沧风铃草（学名：Campanula mekongensis）为桔梗科风铃草属的植物，是中国的特有植物。分布于中国大陆的广西、云南等地，生长于海拔540米的地区，多生在河边砂地草丛、灌丛中或水边阴处石上，目前尚未由人工引种栽培。